# Януш Яблонський
Януш Яблонський (пол. Janusz Jabłoński) (22 листопада 1960, Воломін) — польський дипломат. Генеральний консул Республіки Польща у Харкові (2016—2020).

## Життєпис
Народився 22 листопада 1960 року у Воломіні. Закінчив факультет права і адміністрації Варшавського університету.
Працював у територіальному самоуправлінні на посаді секретаря міської та гмінної ради Радзиміна.
Дипломатично-консульську кар'єру розпочав у 1997 р. на посаді III секретаря у консульських справах у Консульському відділі Посольства Республіки Польща у Москві. Працював першим секретарем у Генеральному консульстві Республіки Польща у Львові нa посаді керівника візового відділу, де тимчасово виконував обов'язки керівника установи, а також згодом в Генеральному консульстві Республіки Польща у Калінінграді нa посаді керівника візового відділу. Радник-посланник Міністерства закордонних справ Республіки Польща.
У 2016—2020 рр. Генеральний консул Республіки Польща у Харкові. 